# Bình Kiều, Tín Dương
Bình Kiều (tiếng Trung: 平桥区; bính âm: Píngqiáo Qū là một khu (quận) tại địa cấp thị Tín Dương, tỉnh Hà Nam của Trung Quốc
上天梯管理区。

## Nhai đạo
- Dương Sơn (羊山街道)
- Tiền Tiến (前进街道)
- Nam Kinh Lộ (南京路街道)
- Bình Kiều (平桥街道)
- Cam Ngạn (甘岸街道)

## Trấn
- Minh Cảng (明港镇)
- Ngũ Lý Điếm (五里店镇)
- Hình Tập (邢集镇)
- Bình Xương (平昌镇)
- Dương Hà (洋河镇)

## Hương
- Tiêu Vương (肖王乡)
- Long Tĩnh (龙井乡)
- Hồ Điếm (胡店乡)
- Bành Gia Loan (彭家湾乡)
- Trường Đài (长台乡)
- Tiêu Điếm (肖店乡)
- Vương Cương (王岗乡)
- Cao Lương Điếm (高粱店乡)
- Tra Sơn (查山乡)